# Campionato francese di rugby a 15 2021-2022
Il Top 14 2021-22 è stato il 123º campionato nazionale francese di rugby a 15 di prima divisione. Il torneo è iniziato il 4 settembre 2021 e si è concluso il 24 giugno 2022. La finale, disputata allo Stade de France di Saint-Denis, è stata vinta dal Montpellier contro il Castres.

## Formula
Nella stagione regolare le squadre si affrontano a girone unico con partite di andata e ritorno. Ai play-off accedono le prime sei classificate che si sfidano in partite di sola andata. Le squadre dalla terza alla sesta classificata si sfidano in due incontri preliminari per arrivare alle semifinali, a cui la prima e la seconda sono già qualificate. Le sfide preliminari vedono giocare la terza contro la sesta e la quarta contro la quinta. Le vincenti delle semifinali disputano la finale allo Stade de France di Saint-Denis.
Le prime sette classificate della stagione regolare si qualificano all'European Rugby Champions Cup, mentre quelle dall'ottavo al dodicesimo posto partecipano all'European Rugby Challenge Cup. La squadra ultima classificata retrocede in Pro D2, mentre la penultima disputa uno spareggio contro la finalista della seconda divisione per ottenere la presenza in Top 14 nell'edizione successiva.

## Squadre partecipanti e sedi
| Club            | Sponsor                                       | Città              | Impianto interno           |
| --------------- | --------------------------------------------- | ------------------ | -------------------------- |
| Biarritz        | Grindr (app di incontri)                      | Biarritz           | Parc des sports d'Aguiléra |
| Bordeaux Bègles | Arkea (credito)                               | Bordeaux           | Stadio Chaban-Delmas       |
| Brive           | Vivendi (telecomunicazioni)                   | Brive-la-Gaillarde | Stadio Amédée Domenech     |
| Castres         | Matmut (assicurazioni)                        | Castres            | Stadio Pierre Fabre        |
| Clermont        | Paprec Group (riciclaggio materie prime)      | Clermont-Ferrand   | Stadio Marcel Michelin     |
| Lione           | Matmut (assicurazioni)                        | Lione              | Stadio di Gerland          |
| Montpellier     | Altrad (materiali edili)                      | Montpellier        | Stadio Yves du Manoir      |
| Pau             | Total (carburanti)                            | Pau                | Stade du Hameau            |
| Perpignano      | Groupe Maurin (concessionari automobilistici) | Perpignano         | Stadio Aimé Giral          |
| Racing 92       | Natixis (investimenti finanziari)             | Nanterre           | Paris La Défense Arena     |
| La Rochelle     | Apivia (assicurazioni)                        | La Rochelle        | Stadio Marcel Deflandre    |
| Stade français  | Capri Sun (bevande analcoliche)               | Parigi             | Stadio Jean Bouin          |
| Tolone          | SPVIE (assicurazioni)                         | Tolone             | Stadio Mayol               |
| Tolosa          | Peugeot (veicoli)                             | Tolosa             | Stadio Ernest Wallon       |

## Stagione regolare
|          | 1ª giornata                |       |
| -------- | -------------------------- | ----- |
| 4-9-2021 | Biarritz - Bordeaux-Bègles | 27-15 |
| 4-9-2021 | Brive - Perpignano         | 36-15 |
| 4-9-2021 | Castres - Pau              | 16-12 |
| 4-9-2021 | Stade Français - Racing 92 | 21-36 |
| 4-9-2021 | Tolone - Montpellier       | 24-24 |
| 5-9-2021 | Lione - Clermont           | 28-19 |
| 5-9-2021 | La Rochelle - Tolosa       | 16-20 |
|          |                            |       |

|           | 4ª giornata              |       |
| --------- | ------------------------ | ----- |
| 25-9-2021 | Stade Français - Castres | 34-10 |
| 25-9-2021 | Pau - Montpellier        | 23-22 |
| 25-9-2021 | Bordeaux-Bègles - Brive  | 29-10 |
| 25-9-2021 | La Rochelle - Biarritz   | 59-17 |
| 25-9-2021 | Racing 92 - Lione        | 24-20 |
| 25-9-2021 | Perpignano - Tolone      | 12-9  |
| 26-9-2021 | Tolosa - Clermont        | 27-15 |
|           |                          |       |

|            | 7ª giornata                 |       |
| ---------- | --------------------------- | ----- |
| 16-10-2021 | Perpignano - Stade Français | 22-23 |
| 16-10-2021 | Pau - Bordeaux-Bègles       | 33-37 |
| 16-10-2021 | Castres - Biarritz          | 38-20 |
| 16-10-2021 | Brive - La Rochelle         | 6-8   |
| 16-10-2021 | Montpellier - Clermont      | 20-22 |
| 16-10-2021 | Tolone - Racing 92          | 20-27 |
| 17-10-2021 | Lione - Tolosa              | 25-19 |
|            |                             |       |

|           | 10ª giornata                  |       |
| --------- | ----------------------------- | ----- |
| 5-11-2021 | La Rochelle - Bordeaux-Bègles | 26-3  |
| 6-11-2021 | Lione - Castres               | 30-23 |
| 6-11-2021 | Pau - Biarritz                | 33-21 |
| 6-11-2021 | Stade Français - Montpellier  | 27-31 |
| 6-11-2021 | Tolosa - Perpignano           | 37-15 |
| 6-11-2021 | Brive - Racing 92             | 12-10 |
| 7-11-2021 | Clermont - Tolone             | 31-16 |
|           |                               |       |

|            | 13ª giornata             |       |
| ---------- | ------------------------ | ----- |
| 26-12-2021 | Perpignano - Castres     | 19-20 |
| 27-12-2021 | Biarritz - Montpellier   | 12-27 |
| 27-12-2021 | La Rochelle - Lione      | 25-3  |
| 11-2-2022  | Tolosa - Stade Français  | 28-29 |
| 12-2-2022  | Racing 92 - Pau          | 35-29 |
| 12-2-2022  | Brive - Clermont         | 27-20 |
| 12-2-2022  | Tolone - Bordeaux-Bègles | 21-18 |
|            |                          |       |

|           | 16ª giornata              |       |
| --------- | ------------------------- | ----- |
| 29-1-2022 | Bordeaux-Bègles - Castres | 23-10 |
| 29-1-2022 | Brive - Biarritz          | 33-10 |
| 29-1-2022 | Perpignano - Lione        | 23-28 |
| 29-1-2022 | La Rochelle - Montpellier | 23-29 |
| 29-1-2022 | Tolosa - Racing 92        | 15-20 |
| 30-1-2022 | Pau - Clermont            | 28-20 |
| 30-1-2022 | Stade Français - Tolone   | 26-24 |
|           |                           |       |

|           | 19ª giornata                 |       |
| --------- | ---------------------------- | ----- |
| 26-2-2022 | Lione - Biarritz             | 34-15 |
| 26-2-2022 | Pau - La Rochelle            | 16-22 |
| 26-2-2022 | Clermont - Perpignano        | 52-12 |
| 26-2-2022 | Racing 92 - Castres          | 45-25 |
| 26-2-2022 | Brive - Tolone               | 17-10 |
| 27-2-2022 | Montpellier - Stade Français | 30-3  |
| 27-2-2022 | Tolosa - Bordeaux-Bègles     | 12-11 |
|           |                              |       |

|          | 22ª giornata                  |       |
| -------- | ----------------------------- | ----- |
| 2-4-2022 | Castres - Tolosa              | 19-13 |
| 2-4-2022 | Biarritz - Pau                | 19-42 |
| 2-4-2022 | Clermont - Brive              | 41-10 |
| 2-4-2022 | Lione - Tolone                | 10-43 |
| 2-4-2022 | Perpignano - Montpellier      | 13-23 |
| 2-4-2022 | Bordeaux-Bègles - La Rochelle | 15-16 |
| 3-4-2022 | Racing 92 - Stade Français    | 53-20 |
|          |                               |       |

|           | 25ª giornata                 |       |
| --------- | ---------------------------- | ----- |
| 21-5-2022 | Bordeaux-Bègles - Lione      | 42-10 |
| 21-5-2022 | Biarritz - Clermont          | 8-26  |
| 21-5-2022 | Tolone - Pau                 | 37-20 |
| 21-5-2022 | La Rochelle - Stade Français | 32-13 |
| 21-5-2022 | Montpellier - Racing 92      | 22-13 |
| 21-5-2022 | Brive - Tolosa               | 8-26  |
| 22-5-2022 | Castres - Perpignano         | 28-12 |

|           | 2ª giornata                      |       |
| --------- | -------------------------------- | ----- |
| 11-9-2021 | Montpellier - Brive              | 39-17 |
| 11-9-2021 | Perpignano - Biarritz            | 33-20 |
| 11-9-2021 | Clermont - Castres               | 30-34 |
| 11-9-2021 | Pau - Lione                      | 21-17 |
| 11-9-2021 | Bordeaux-Bègles - Stade Français | 37-10 |
| 11-9-2021 | Racing 92 - La Rochelle          | 23-10 |
| 12-9-2021 | Tolosa - Tolone                  | 41-10 |
|           |                                  |       |

|           | 5ª giornata               |       |
| --------- | ------------------------- | ----- |
| 2-10-2021 | Brive - Stade Français    | 19-12 |
| 2-10-2021 | Montpellier - La Rochelle | 21-11 |
| 2-10-2021 | Perpignano - Pau          | 14-29 |
| 2-10-2021 | Lione - Bordeaux-Bègles   | 15-20 |
| 2-10-2021 | Biarritz - Tolosa         | 11-17 |
| 2-10-2021 | Castres - Tolone          | 27-16 |
| 3-10-2021 | Clermont - Racing 92      | 26-17 |
|           |                           |       |

|            | 8ª giornata                  |       |
| ---------- | ---------------------------- | ----- |
| 23-10-2021 | Bordeaux-Bègles - Perpignano | 39-13 |
| 23-10-2021 | Stade Français - Lione       | 23-18 |
| 23-10-2021 | Biarritz - Brive             | 37-9  |
| 23-10-2021 | Clermont - Pau               | 42-20 |
| 23-10-2021 | Racing 92 - Montpellier      | 21-32 |
| 23-10-2021 | Tolosa - Castres             | 41-0  |
| 24-10-2021 | La Rochelle - Tolone         | 39-6  |
|            |                              |       |

|            | 11ª giornata                |       |
| ---------- | --------------------------- | ----- |
| 27-11-2021 | Perpignano - Clermont       | 26-24 |
| 27-11-2021 | La Rochelle - Pau           | 36-8  |
| 27-11-2021 | Montpellier - Castres       | 25-24 |
| 27-11-2021 | Biarritz - Stade Français   | 17-14 |
| 27-11-2021 | Tolone - Lione              | 19-13 |
| 27-11-2021 | Tolosa - Brive              | 18-11 |
| 28-11-2021 | Racing 92 - Bordeaux-Bègles | 14-37 |
|            |                             |       |

|           | 14ª giornata                |       |
| --------- | --------------------------- | ----- |
| 1-1-2022  | Stade Français - Perpignano | 27-17 |
| 1-1-2022  | Clermont - Tolosa           | 16-13 |
| 2-1-2022  | Pau - Brive                 | 43-20 |
| 2-1-2022  | Bordeaux-Bègles - Biarritz  | 30-27 |
| 2-1-2022  | Castres - La Rochelle       | 31-30 |
| 2-1-2022  | Lione - Racing 92           | 37-35 |
| 12-3-2022 | Montpellier - Tolone        | 18-16 |
|           |                             |       |

|           | 17ª giornata               |       |
| --------- | -------------------------- | ----- |
| 5-2-2022  | Perpignano - Tolosa        | 36-13 |
| 5-2-2022  | Montpellier - Pau          | 29-12 |
| 5-2-2022  | Lione - Stade Français     | 26-22 |
| 5-2-2022  | Racing 92 - Brive          | 57-19 |
| 5-2-2022  | Tolone - Castres           | 10-22 |
| 6-2-2022  | Biarritz - La Rochelle     | 27-24 |
| 13-3-2022 | Clermont - Bordeaux-Bègles | 29-26 |
|           |                            |       |

|          | 20ª giornata            |       |
| -------- | ----------------------- | ----- |
| 5-3-2022 | Castres - Montpellier   | 25-9  |
| 5-3-2022 | Biarritz - Tolone       | 17-45 |
| 5-3-2022 | La Rochelle - Brive     | 41-15 |
| 5-3-2022 | Bordeaux-Bègles - Pau   | 16-23 |
| 5-3-2022 | Perpignano - Racing 92  | 34-13 |
| 5-3-2022 | Clermont - Lione        | 25-16 |
| 5-3-2022 | Stade Français - Tolosa | 23-16 |
|          |                         |       |

|           | 23ª giornata                  |       |
| --------- | ----------------------------- | ----- |
| 23-4-2022 | Stade Français - Pau          | 21-18 |
| 23-4-2022 | Castres - Clermont            | 12-0  |
| 23-4-2022 | La Rochelle - Perpignano      | 32-16 |
| 23-4-2022 | Racing 92 - Biarritz          | 40-7  |
| 23-4-2022 | Brive - Lione                 | 17-31 |
| 23-4-2022 | Tolone - Tolosa               | 19-15 |
| 24-4-2022 | Montpellier - Bordeaux-Bègles | 22-23 |
|           |                               |       |

|          | 26ª giornata                 |       |
| -------- | ---------------------------- | ----- |
| 5-6-2022 | Clermont - Montpellier       | 20-15 |
| 5-6-2022 | Lione - La Rochelle          | 26-29 |
| 5-6-2022 | Tolosa - Biarritz            | 80-7  |
| 5-6-2022 | Racing 92 - Tolone           | 21-16 |
| 5-6-2022 | Stade Français - Brive       | 17-33 |
| 5-6-2022 | Pau - Castres                | 16-26 |
| 5-6-2022 | Perpignano - Bordeaux-Bègles | 22-15 |
|          |                              |       |

|           | 3ª giornata               |       |
| --------- | ------------------------- | ----- |
| 18-9-2021 | Brive - Pau               | 30-13 |
| 18-9-2021 | Biarritz - Racing 92      | 28-19 |
| 18-9-2021 | Castres - Bordeaux-Bègles | 23-23 |
| 18-9-2021 | Lione - Perpignano        | 47-3  |
| 18-9-2021 | Montpellier - Tolosa      | 15-17 |
| 18-9-2021 | Clermont - La Rochelle    | 23-22 |
| 19-9-2021 | Tolone - Stade Français   | 38-5  |
|           |                           |       |

|            | 6ª giornata                   |       |
| ---------- | ----------------------------- | ----- |
| 9-10-2021  | Biarritz - Lione              | 5-40  |
| 9-10-2021  | Bordeaux-Bègles - Montpellier | 27-23 |
| 9-10-2021  | La Rochelle - Castres         | 29-10 |
| 9-10-2021  | Racing 92 - Perpignano        | 17-14 |
| 9-10-2021  | Tolosa - Pau                  | 38-10 |
| 9-10-2021  | Tolone - Brive                | 13-9  |
| 10-10-2021 | Stade Français - Clermont     | 22-14 |
|            |                               |       |

|            | 9ª giornata                |       |
| ---------- | -------------------------- | ----- |
| 30-10-2021 | Tolone - Biarritz          | 13-9  |
| 30-10-2021 | Castres - Brive            | 23-22 |
| 30-10-2021 | Pau - Stade Français       | 18-9  |
| 30-10-2021 | Perpignano - La Rochelle   | 22-13 |
| 30-10-2021 | Montpellier - Lione        | 30-8  |
| 30-10-2021 | Bordeaux-Bègles - Clermont | 25-9  |
| 31-10-2021 | Racing 92 - Tolosa         | 27-18 |
|            |                            |       |

|           | 12ª giornata                 |       |
| --------- | ---------------------------- | ----- |
| 4-12-2021 | Lione - Brive                | 41-0  |
| 4-12-2021 | Castres - Racing 92          | 25-3  |
| 4-12-2021 | Clermont - Biarritz          | 39-11 |
| 4-12-2021 | Montpellier - Perpignano     | 30-6  |
| 4-12-2021 | Pau - Tolone                 | 16-16 |
| 4-12-2021 | Bordeaux-Bègles - Tolosa     | 17-7  |
| 5-12-2021 | Stade Français - La Rochelle | 25-20 |
|           |                              |       |

|           | 15ª giornata             |       |
| --------- | ------------------------ | ----- |
| 8-1-2022  | Castres - Stade Français | 15-9  |
| 8-1-2022  | Lione - Pau              | 35-10 |
| 8-1-2022  | Brive - Bordeaux-Bègles  | 19-22 |
| 8-1-2022  | Biarritz - Perpignano    | 23-25 |
| 8-1-2022  | Racing 92 - Clermont     | 33-28 |
| 19-3-2022 | Tolone - La Rochelle     | 41-11 |
| 20-3-2022 | Tolosa - Montpellier     | 35-10 |
|           |                          |       |

|           | 18ª giornata                |       |
| --------- | --------------------------- | ----- |
| 19-2-2022 | Pau - Tolosa                | 27-22 |
| 19-2-2022 | Brive - Montpellier         | 16-16 |
| 19-2-2022 | Castres - Lione             | 19-17 |
| 19-2-2022 | Tolone - Perpignano         | 29-18 |
| 19-2-2022 | Stade Français - Biarritz   | 65-19 |
| 19-2-2022 | La Rochelle - Clermont      | 31-27 |
| 20-2-2022 | Bordeaux-Bègles - Racing 92 | 13-16 |
|           |                             |       |

|           | 21ª giornata                     |       |
| --------- | -------------------------------- | ----- |
| 26-3-2022 | Tolone - Clermont                | 32-22 |
| 26-3-2022 | Brive - Castres                  | 28-12 |
| 26-3-2022 | Montpellier - Biarritz           | 37-22 |
| 26-3-2022 | Pau - Perpignano                 | 27-22 |
| 26-3-2022 | La Rochelle - Racing 92          | 19-0  |
| 26-3-2022 | Stade Français - Bordeaux-Bègles | 18-31 |
| 27-3-2022 | Tolosa - Lione                   | 27-19 |
|           |                                  |       |

|           | 24ª giornata              |       |
| --------- | ------------------------- | ----- |
| 30-4-2022 | Lione - Montpellier       | 43-20 |
| 30-4-2022 | Clermont - Stade Français | 29-26 |
| 30-4-2022 | Biarritz - Castres        | 13-48 |
| 30-4-2022 | Pau - Racing 92           | 21-42 |
| 30-4-2022 | Perpignano - Brive        | 27-10 |
| 30-4-2022 | Tolosa - La Rochelle      | 23-16 |
| 1-5-2022  | Bordeaux-Bègles - Tolone  | 16-29 |

### Classifica
|  |     | Squadra         | G  | V  | N | P  | PF  | PS  | P±   | MF | MS  | BM | BS | Pt |
|  | --- | --------------- | -- | -- | - | -- | --- | --- | ---- | -- | --- | -- | -- | -- |
|  | 1.  | Castres         | 26 | 17 | 1 | 8  | 565 | 529 | 36   | 57 | 45  | 5  | 1  | 76 |
|  | 2.  | Montpellier     | 26 | 15 | 2 | 9  | 619 | 503 | 116  | 57 | 50  | 4  | 6  | 74 |
|  | 3.  | Bordeaux Bègles | 26 | 15 | 1 | 10 | 610 | 484 | 126  | 62 | 43  | 5  | 5  | 72 |
|  | 4.  | Tolosa          | 26 | 15 | 0 | 11 | 638 | 432 | 206  | 71 | 40  | 6  | 5  | 71 |
|  | 5.  | La Rochelle     | 26 | 15 | 0 | 11 | 640 | 466 | 174  | 73 | 45  | 6  | 5  | 71 |
|  | 6.  | Racing 92       | 26 | 16 | 0 | 10 | 661 | 568 | 93   | 70 | 57  | 4  | 2  | 70 |
|  | 7.  | Clermont        | 26 | 14 | 0 | 12 | 649 | 557 | 92   | 70 | 58  | 6  | 4  | 66 |
|  | 8.  | Tolone          | 26 | 13 | 2 | 11 | 572 | 504 | 68   | 53 | 45  | 5  | 4  | 65 |
|  | 9.  | Lione           | 26 | 13 | 0 | 13 | 637 | 558 | 79   | 67 | 53  | 6  | 6  | 64 |
|  | 10. | Pau             | 26 | 11 | 1 | 14 | 568 | 664 | −96  | 52 | 76  | 1  | 3  | 50 |
|  | 11. | Stade français  | 26 | 11 | 0 | 15 | 544 | 651 | −107 | 54 | 63  | 2  | 4  | 50 |
|  | 12. | Brive           | 26 | 9  | 1 | 16 | 453 | 631 | −178 | 44 | 62  | 4  | 4  | 46 |
|  | 13. | Perpignano      | 26 | 9  | 0 | 17 | 491 | 664 | −173 | 48 | 75  | 2  | 5  | 43 |
|  | 14. | Biarritz        | 26 | 5  | 0 | 21 | 449 | 885 | −436 | 49 | 115 | 1  | 3  | 24 |

## Fase a playoff
|  | Preliminari | Preliminari     | Preliminari    |  |  | Semifinali | Semifinali      | Semifinali     |  |  | Finale         | Finale         |  |  |  |  |
|  |             |                 |                |  |  |            |                 |                |  |  |                |                |  |  |  |  |
|  |             | 11 giugno 2022  |                |  |  |            |                 |                |  |  |                |                |  |  |  |  |
|  | 4           | Tolosa          | 33             |  |  |            |                 |                |  |  |                |                |  |  |  |  |
|  | 5           | La Rochelle     | 28             |  |  |            | 17 giugno 2022  | 17 giugno 2022 |  |  |                |                |  |  |  |  |
|  |             |                 |                |  |  | 1          | Castres         | 24             |  |  |                |                |  |  |  |  |
|  |             |                 |                |  |  | 4          | Tolosa          | 18             |  |  | 24 giugno 2022 | 24 giugno 2022 |  |  |  |  |
|  |             |                 |                |  |  |            |                 |                |  |  | Castres        | 10             |  |  |  |  |
|  |             |                 |                |  |  |            | 18 giugno 2022  | 18 giugno 2022 |  |  | Montpellier    | 29             |  |  |  |  |
|  |             |                 |                |  |  | 2          | Montpellier     | 19             |  |  |                |                |  |  |  |  |
|  |             | 12 giugno 2022  | 12 giugno 2022 |  |  | 3          | Bordeaux Bègles | 10             |  |  |                |                |  |  |  |  |
|  | 3           | Bordeaux Bègles | 36             |  |  |            |                 |                |  |  |                |                |  |  |  |  |
|  | 6           | Racing 92       | 16             |  |  |            |                 |                |  |  |                |                |  |  |  |  |

### Preliminari
| Arbitro: | Romain Poite |

|                                               |      |                                                       |
| Fouyssac 8’ Dupont 13’ Mallía 62’ Ntamack 69’ | mt   | 25’ Liebenberg 56’ Alldritt 79’ Bourgarit 80+1’ Favre |
| Ramos 9’, 70’                                 | tr   | 26’, 57’, 80’, 80+1’ West                             |
| Ramos 18’, 29’, 36’                           | c.p. |                                                       |

| Arbitro: | Mathieu Raynal |

|                                               |      |                                 |
| Cordero 20’, 54’ Seuteni 47’ Woki 58’ Lam 80’ | mt   | 39’ Spring                      |
| Lucu 48’, 55’, 60’ Trinh-Duc 80+1’            | tr   | 40’ Le Garrec                   |
| Lucu 5’                                       | c.p. | 7’, 43’ Le Garrec 57’ Machenaud |

### Semifinali
| Arbitro: | Ludovic Cayre |

|                                  |      |                      |
| Arata 43’ Dumora 77’             | mt   | 2’ Lebel 47’ Ntamack |
| Urdapilleta 44’                  | tr   | 3’ Ramos             |
| Urdapilleta 21’, 27’, 40+1’, 70’ | c.p. | 17’, 60’ Ramos       |

| Arbitro: | Pierre Brousset |

|                          |      |              |
| Rattez 6’                | mt   | 16’ Jalibert |
| Paillaugue 7’            | tr   | 17’ Lucu     |
| Aprasidze 70’, 79’       | c.p. | 6’ Lucu      |
| Garbisi 13’ Bouthier 40’ | drop |              |

### Finale
| Arbitro: | Tual Trainini |

| |              | |
| Botitu 75’ | mt           | 6’ Vincent 10’ Verhaeghe 12’ Bouthier |
| Dumora 76’ | tr           | 11’ Garbisi |
| Dumora 34’ | c.p.         | 21’, 39’ Paillaugue 67’ Garbisi 77’ Pollard |
| · Dumora · 58’ Palis · 47’ 58’ Combezou · Botitu · 71’ Nakosi · 14’ Urdapilleta · 47’ 71’ Arata · 47’ 62’ Ben-Nicholas · 62’ Champion de Crespigny · Babillot · Staniforth · 42’ Vanverberghe · 52’ 70’ Hounkpatin · 60’ Barlot · 47’ Walcker | Formazioni   | · Bouthier · Vincent · Doumayrou 78’ · Serfontein 60’ 78’ · Rattez · Garbisi 68’ · Paillaugue 58’ · Mercer · Camara 64’ · Bécognée 75’ · Chalureau 58’ 75’ · Verhaeghe 49’ 64’ · Haouas 58’ · Guirado 27’ · Lamositele 62’ |
| · 60’ Ngauamo · 47’ De Benedittis · 42’ Jacquet · 47’ Delaporte · 47’ Fernandez · 47’ Cocagi · 14’ Zeghdar · 52’ 70’ Chilachava | Sostituzioni | · Paenga-Amosa 27’ · Rodgers 62’ · Capelli 58’ · Janse van Rensburg 49’ 63-73’ · Aprasidze 58’ · N'Gandebe 60’ · Pollard 68’ · Thomas 58’                                                                                  |
| Pierre-Henry Broncan | Allenatori   | Philippe Saint-André |